# 77621 Koten
77621 Koten è un asteroide della fascia principale. Scoperto nel 2001, presenta un'orbita caratterizzata da un semiasse maggiore pari a 3,1041032 au e da un'eccentricità di 0,1537089, inclinata di 9,80531° rispetto all'eclittica.
L'asteroide è dedicato all'astronomo ceco Pavel Koten.